# 喀山公国
喀山公國（Qashan Duchy），是金帳汗國內一個獨立於伏爾加保加利亞的保加爾人公國，是金帳汗國的臣屬。
喀山公國首都是喀山，人口都是農民、工匠和貿易商。城堡由鐵和銅，粘土建立。1391年，公國被活动在伏爾加河流域的盜賊ushkuyniki占领。1399年，被莫斯科公國佔領。1438-1440年喀山公国被併入喀山汗國。